# 천안오룡경기장
천안오룡경기장(天安五龍競技場, Cheonan Oryong Stadium)은 대한민국 충청남도 천안시에 있었던 스포츠 시설이다. 천연잔디 필드와 우레탄 트랙이 갖춰져 있어 축구와 육상 경기를 할 수 있었던 다목적 경기장이었다. 주로 축구 경기에 사용되었으며, 20,000명을 수용할 수 있었다.
2009년에 철거되었으며, 해당 부지에 오룡웰빙파크를 조성하여 정구 및 게이트볼장으로 이용하고 있다. 바로 옆에는 원성1동행정복지센터가 있다.
1996년에서 1999년까지 K리그 팀 천안 일화 천마 (현 성남 FC)의 홈구장으로 사용되었으나, 당시 조명탑이 없는 관계로 2000년 천안 일화의 성남으로의 연고 이전에 관한 가장 큰 명분이라고 알려졌지만 당시 천안시는 오룡경기장을 대신하는 천안종합운동장이 이미 1998년 12월에 기공을 하여 2001년 완공되었으며 1996년에는 천안으로 연고지를 이전하기 전까지 홈구장으로 쓰인 동대문운동장에서 대부분 홈경기를 치렀다.
한편, 앞서 본 것처럼 해당 구장에 조명탑이 없어  일화 주최의 1996년 아프로아시안클럽 챔피언십 2차전은 잠실, 1996-97년 아시안 클럽 챔피언십 동아시아 2라운드 1차전(9월 7일)(일화 홈경기)은  속초,  일화가 출전한 1996-97년 아시안 클럽 챔피언십 동아시아 8강전 경기는 대구에서  개최됐다. 
그 후 오룡경기장은 트랙만 남겨 두고 2009년 철거되었다.

## 참고 문헌
- 〈천안오룡경기장〉. 《한국향토문화전자대전》. 한국학중앙연구원.[깨진 링크(과거 내용 찾기)]
- 《전국 공공체육 시설 현황 (2007년말 기준)》. 대한민국 문화체육관광부. 2008.